# Syneches loici
Syneches loici är en tvåvingeart som beskrevs av Charbonnel och Christophe Daugeron 2000. Syneches loici ingår i släktet Syneches och familjen puckeldansflugor. Inga underarter finns listade i Catalogue of Life.